# Pont de Zaehringen
Le pont de Zaehringen, également écrit pont de Zähringen, est un pont routier sur la Sarine, situé dans le canton de Fribourg, en Suisse.

## Situation
Le pont de Zaehringen est situé en aval du pont de Berne et en amont du pont de la Poya. Il permet, à son niveau supérieur et via une mobilité douce, de relier le quartier du Schoenberg à celui du Bourg, en ville de Fribourg. Un passage routier étroit passe également à travers les piles du pont, à quelques mètres au-dessus de l'eau et facilite la circulation dans le quartier de l'Auge.

## Histoire

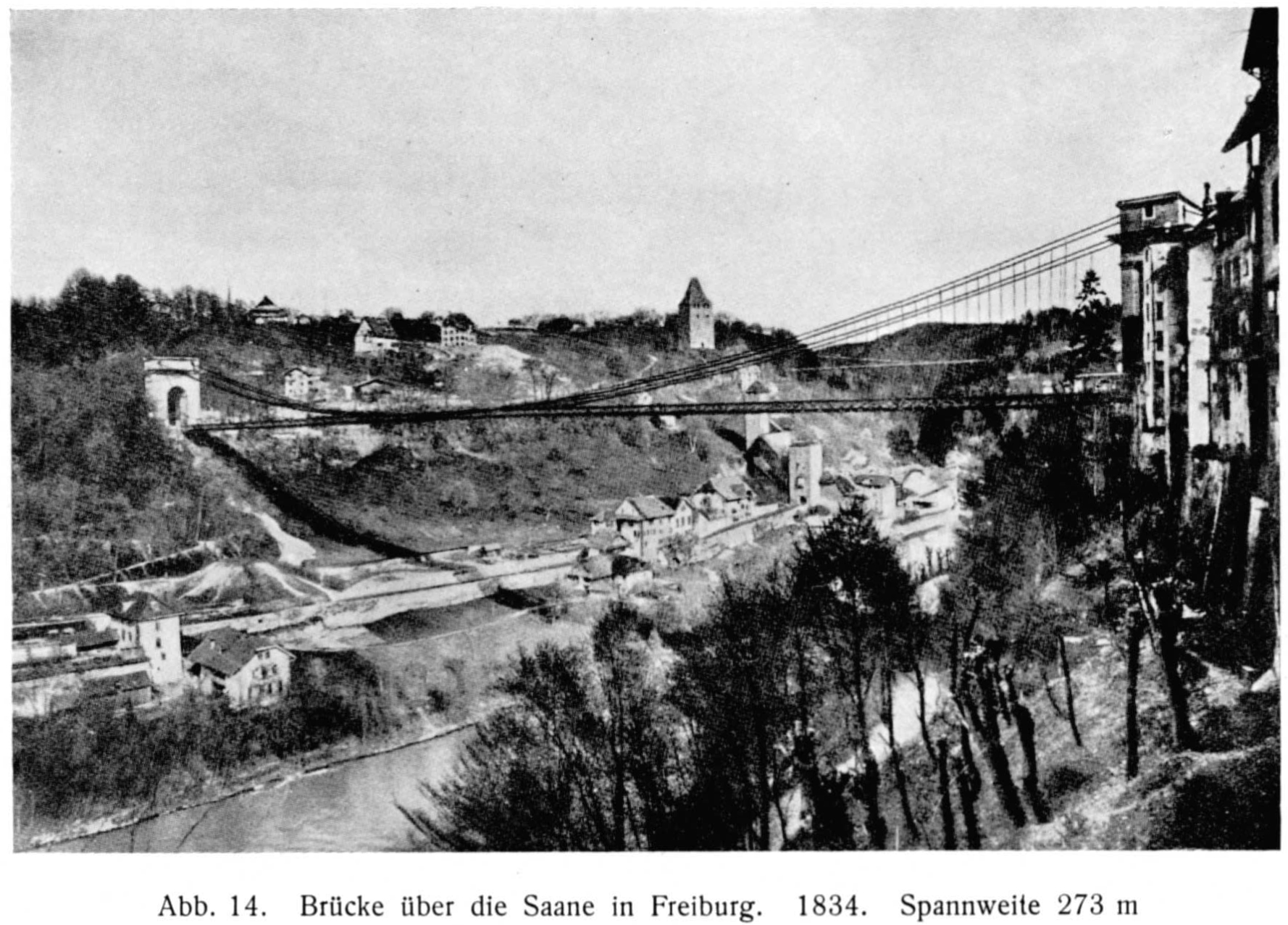
Pont suspendu de 1834

Le pont de Zaehringen (nommé ainsi en référence à la famille de Zähringen qui fonda la ville en 1157) a été construit en 1924, en remplacement du Grand pont suspendu, qui s'élevait au même endroit depuis 1834.
En 2005, le projet du pont de la Poya est relancé et un crédit d'études est voté dans le but de désengorger le pont de Zähringen, sur lequel passent quelque 25 000 véhicules chaque jour.
Depuis le 12 octobre 2014, la circulation sur le pont de Zähringen est interdite aux véhicules motorisés, exception faite des services de sécurité, des vélomoteurs et des transports publics, alors que parallèlement, le pont de la Poya a été ouvert aux véhicules motorisés.

### Sources
- Sébastien Julan, « Fribourg Ponts et passerelles - Traits d’union sur la Sarine », sur lagruyere.ch, 8 août 2006 (consulté le 7 avril 2008).
- Pierre Delacrétaz, Fribourg jette ses ponts, Chapelle-sur-Moudon, éditions Ketty et Alexandre, 1990.